# Endromopoda detrita
Endromopoda detrita är en stekelart som först beskrevs av August Holmgren 1860.  Endromopoda detrita ingår i släktet Endromopoda och familjen brokparasitsteklar. Arten är reproducerande i Sverige. Inga underarter finns listade i Catalogue of Life.